# Schi nordic

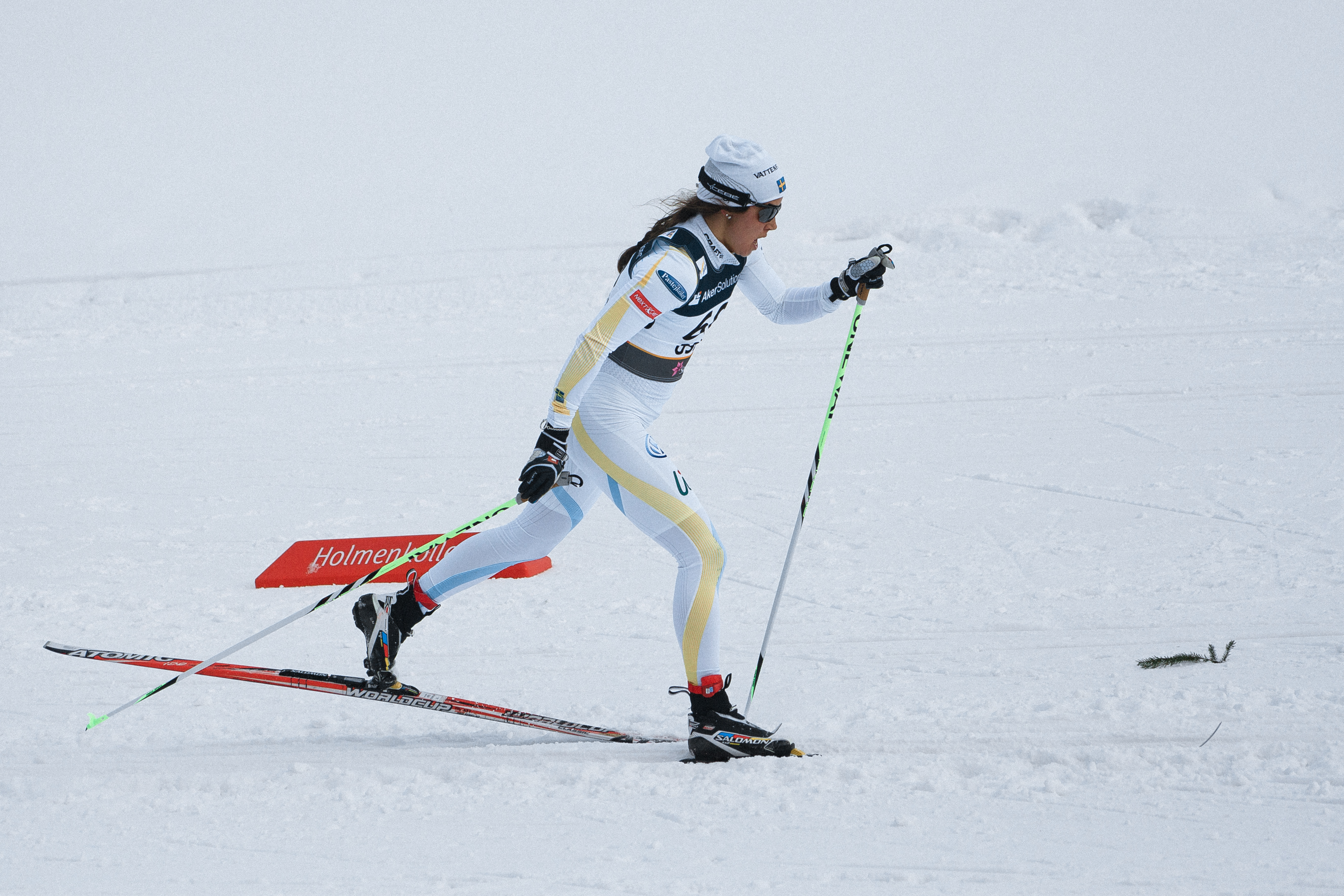
Anna Haag la Campionatul mondial de schi nordic din 2011

Schiul nordic este un sport de iarnă care reprezintă o combinație de discipline de schi, în care, spre deosebire de schiul alpin, nu este posibilă fixarea călcâiului pe schi. Cuprinde mai multe specialități, între care: schi fond, biatlon, sărituri cu schiurile, combinata nordică, schi excursionism, schi de orientare, ski archery, Telemark (schi).

## Istorie
Istoria acestor discipline este legată istoric de Țările scandinave, începând cu secolul al XIX-lea.
Schiul nordic face parte din programul olimpic începând cu Jocurile Olimpice de iarnă din 1924. 